# Бруклін (Іллінойс)
Бруклін (англ. Brooklyn) — селище (англ. village) в США, в окрузі Сент-Клер штату Іллінойс. Населення — 649 осіб (2020).

## Географія
Бруклін розташований за координатами 38°39′16″ пн. ш. 90°10′4″ зх. д. / 38.65444° пн. ш. 90.16778° зх. д. (38.654395, -90.167912).  За даними Бюро перепису населення США в 2010 році селище мало площу 2,15 км², уся площа — суходіл.

## Демографія
Згідно з переписом 2010 року, у селищі мешкало 749 осіб у 300 домогосподарствах у складі 192 родин. Густота населення становила 348 осіб/км².  Було 326 помешкань (151/км²).
Расовий склад населення:
| - 95,1 % — чорних або афроамериканців - 2,5 % — білих - 0,1 % — вихідців з тихоокеанських островів |

До двох чи більше рас належало 2,0 %. Частка іспаномовних становила 1,6 % від усіх жителів.
За віковим діапазоном населення розподілялося таким чином: 32,3 % — особи молодші 18 років, 55,8 % — особи у віці 18—64 років, 11,9 % — особи у віці 65 років та старші. Медіана віку мешканця становила 28,8 року. На 100 осіб жіночої статі у селищі припадало 75,0 чоловіків;  на 100 жінок у віці від 18 років та старших — 57,9 чоловіків також старших 18 років.
Середній дохід на одне домашнє господарство  становив 23 823 долари США (медіана — 12 917), а середній дохід на одну сім'ю — 25 249 доларів (медіана — 14 886). Медіана доходів становила 19 688 доларів для чоловіків та 22 019 доларів для жінок. За межею бідності перебувало 52,8 % осіб, у тому числі 66,5 % дітей у віці до 18 років та 14,7 % осіб у віці 65 років та старших.
Цивільне працевлаштоване населення становило 292 особи. Основні галузі зайнятості: освіта, охорона здоров'я та соціальна допомога — 23,6 %, мистецтво, розваги та відпочинок — 19,2 %, науковці, спеціалісти, менеджери — 10,3 %, транспорт — 9,9 %.